# Nupserha flavipennis
Nupserha flavipennis là một loài bọ cánh cứng trong họ Cerambycidae.